# Psi de l'Ossa Major
Psi de l'Ossa Major (ψ Ursae Majoris) és un estel de magnitud aparent +3,01, la setena més brillant a la constel·lació de l'Ossa Major. Ocasionalment rep el nom Ta Tsun, d'origen xinès, que suposadament significa "la gran gerra de vi". S'hi troba a 147 anys llum de distància del sistema solar.
Psi Ursae Majoris és una geganta taronja de tipus espectral K1III. Té una temperatura de 4545 K i una lluminositat 170 vegades major que la del Sol, una gran part de la seva llum provinent de la zona infraroja de l'espectre. A partir d'aquests valors es pot deduir el seu radi, 21 vegades major que el radi solar, que concorda amb el valor obtingut a partir de la mesura directa del seu diàmetre angular (20 radis solars).
Igual que altres estels gegants, Psi Ursae Majoris gira lentament sobre si mateixa, amb una velocitat de rotació en el seu equador de 1,1 km/s —la meitat de la del Sol—, sent est el límit inferior. Considerant el seu eix de rotació perpendicular a la línia de visió, necessita 2,6 anys per completar una volta. Té una metal·licitat similar a la solar. Va començar la seva vida fa uns 300 milions d'anys com un estel blanc-blavós de la seqüència principal de tipus B7 i finalitzarà els seus dies com una nana blanca massiva d'unes 0,7 masses solars.